# Сульфат урана(IV)
Сульфат урана(IV) — неорганическое соединение, соль металла урана и серной кислоты с формулой U(SO4)2, бесцветные кристаллы, растворимые в холодной воде, реагирует с горячей водой, образует кристаллогидраты.

## Получение
- Растворение оксида урана(IV) в концентрированной серной кислоте:

{\displaystyle {\mathsf {UO_{2}+2H_{2}SO_{4}\ {\xrightarrow {\tau }}\ U(SO_{4})_{2}+2H_{2}O}}}
- Растворение U3O8 в концентрированной горячей серной кислоте:

{\displaystyle {\mathsf {U_{3}O_{8}+4H_{2}SO_{4}\ {\xrightarrow {}}\ U(SO_{4})_{2}+2(UO_{2})SO_{4}+4H_{2}O}}}

## Физические свойства
Сульфат урана(IV) образует бесцветные кристаллы, 
растворимые в подкисленной воде с сильным гидролизом по катиону.
Образует кристаллогидраты состава U(SO4)2•n H2O, где n = 4, 8, 9.

## Химические свойства
- Безводную соль получают сушкой кристаллогидрата:

{\displaystyle {\mathsf {U(SO_{4})_{2}\cdot 4H_{2}O\ {\xrightarrow {300^{o}C}}\ U(SO_{4})_{2}+4H_{2}O}}}
- Разлагается при нагревании:

{\displaystyle {\mathsf {U(SO_{4})_{2}\ {\xrightarrow {750^{o}C}}\ UO_{2}+2SO_{2}+O_{2}}}}
- Реагирует с горячей водой:

{\displaystyle {\mathsf {U(SO_{4})_{2}+3H_{2}O\ {\xrightarrow {100^{o}C}}\ U(SO_{4})O\cdot 2H_{2}O\downarrow +H_{2}SO_{4}}}}
- Реагирует с щелочами:

{\displaystyle {\mathsf {U(SO_{4})_{2}+4NaOH\ {\xrightarrow {}}\ U(OH)_{4}\downarrow +2Na_{2}SO_{4}}}}
- Реагирует с концентрированной плавиковой кислотой:

{\displaystyle {\mathsf {U(SO_{4})_{2}+4HF\ {\xrightarrow {}}\ UF_{4}\downarrow +2H_{2}SO_{4}}}}
- Является сильным восстановителем:

{\displaystyle {\mathsf {U(SO_{4})_{2}+I_{2}+2H_{2}O\ {\xrightarrow {30-50^{o}C}}\ (UO_{2})SO_{4}+2HI+H_{2}SO_{4}}}}